# ماري هال باريت آدامز
ماري هال باريت آدامز (بالإنجليزية: Mary Hall Barrett Adams)‏ هي محرِّرة أمريكية، ولدت في 14 سبتمبر 1816 في مالدن في الولايات المتحدة، وتوفيت في 8 ديسمبر 1860 في بروفيدنس في الولايات المتحدة.